# 盧扎河 (尤格河流域)
60°34′14″N 46°27′03″E / 60.57056°N 46.45083°E

北德维纳河流域

盧扎河是俄羅斯的河流，位於基洛夫州、科密共和國和沃洛格達州，屬於尤格河的右支流，河道全長574公里，流域面積約18,300平方公里，河水主要來自融雪，每年十月至翌年五月結冰。